# Chillon vára
Chillon vára (ʃiˈjɔ̃), Waadt svájci kantonban, a Genfi-tó keleti végében, Villeneuve és Montreux között, egy sziklára épült vízivár. Évente kb. 300 000 látogató tekinti meg; ezzel Svájc leggyakrabban látogatott történelmi épülete.

## Chillon története
A 19. században Albert Neaf régész vezette ásatások során talált leletek bizonyítják, hogy a tó vizében álló sziklapadokra már a bronzkor idején is építkeztek. A legrégebbi még ma is látható építmények a 11. századból származnak, amikor a vár Sion érsekeinek birtokában volt, majd a 12. századtól a Savoyai hercegek tulajdonába került. A vár mai formája sok évszázados építkezés és átépítés eredménye. A sziklasziget jelentősége abban rejlett, hogy egyrészt természetes védelmet nyújtott, másrészt az Észak- és Dél-Európát összekötő út stratégiailag fontos ellenörzőpontja volt. A tó és a meredek hegyek közötti szűk átjáró megkönnyítette a Lausanne-tól a Simplon-hágón és a Nagy Szent Bernát-hágón keresztül vezető út ellenőrzését. A középkorban fontos és jövedelmező vámőrség volt itt.

### Savoya-korszak (12.század‑1536)

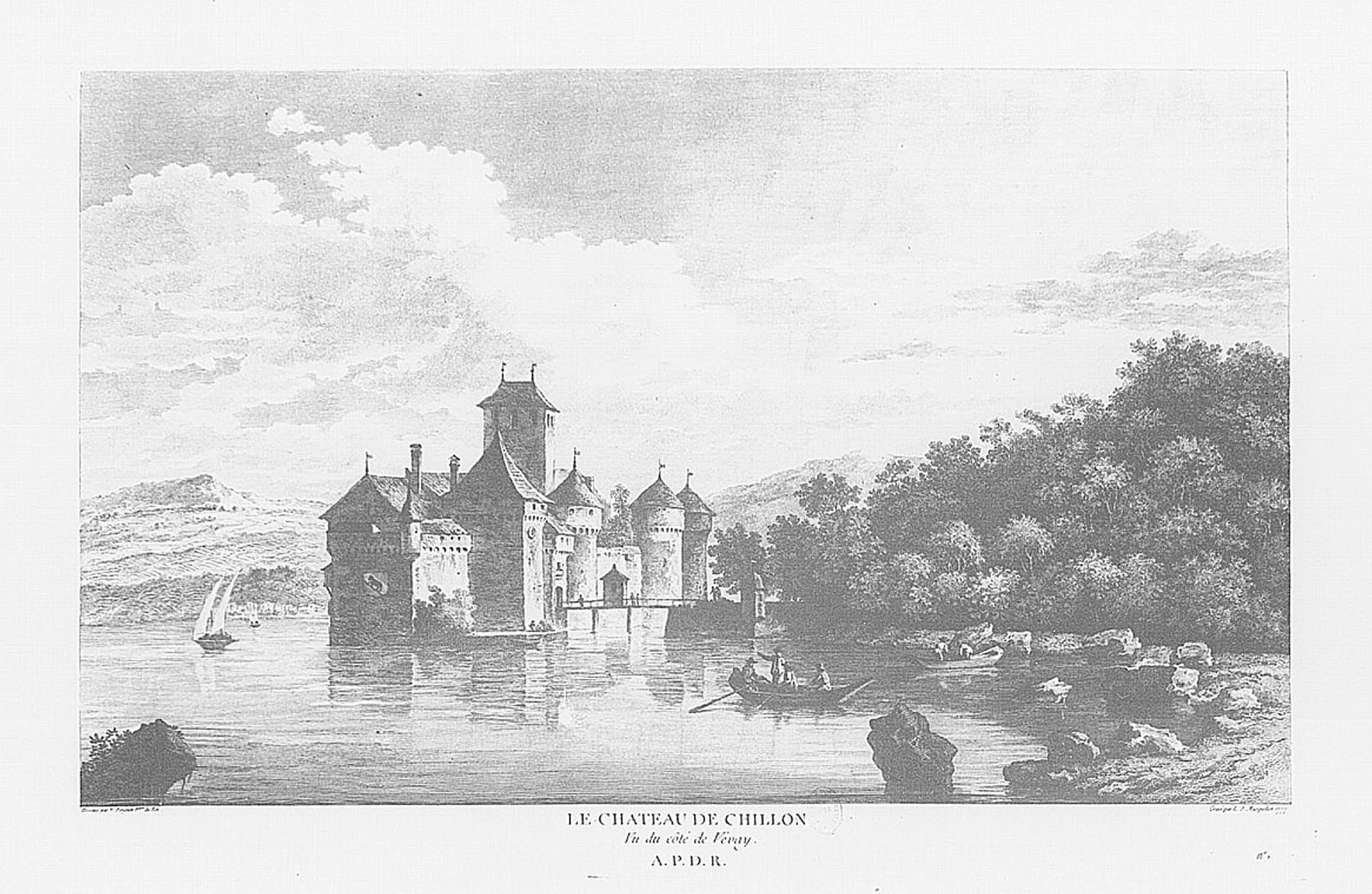
Chillon Clousier képén (1780-1786)

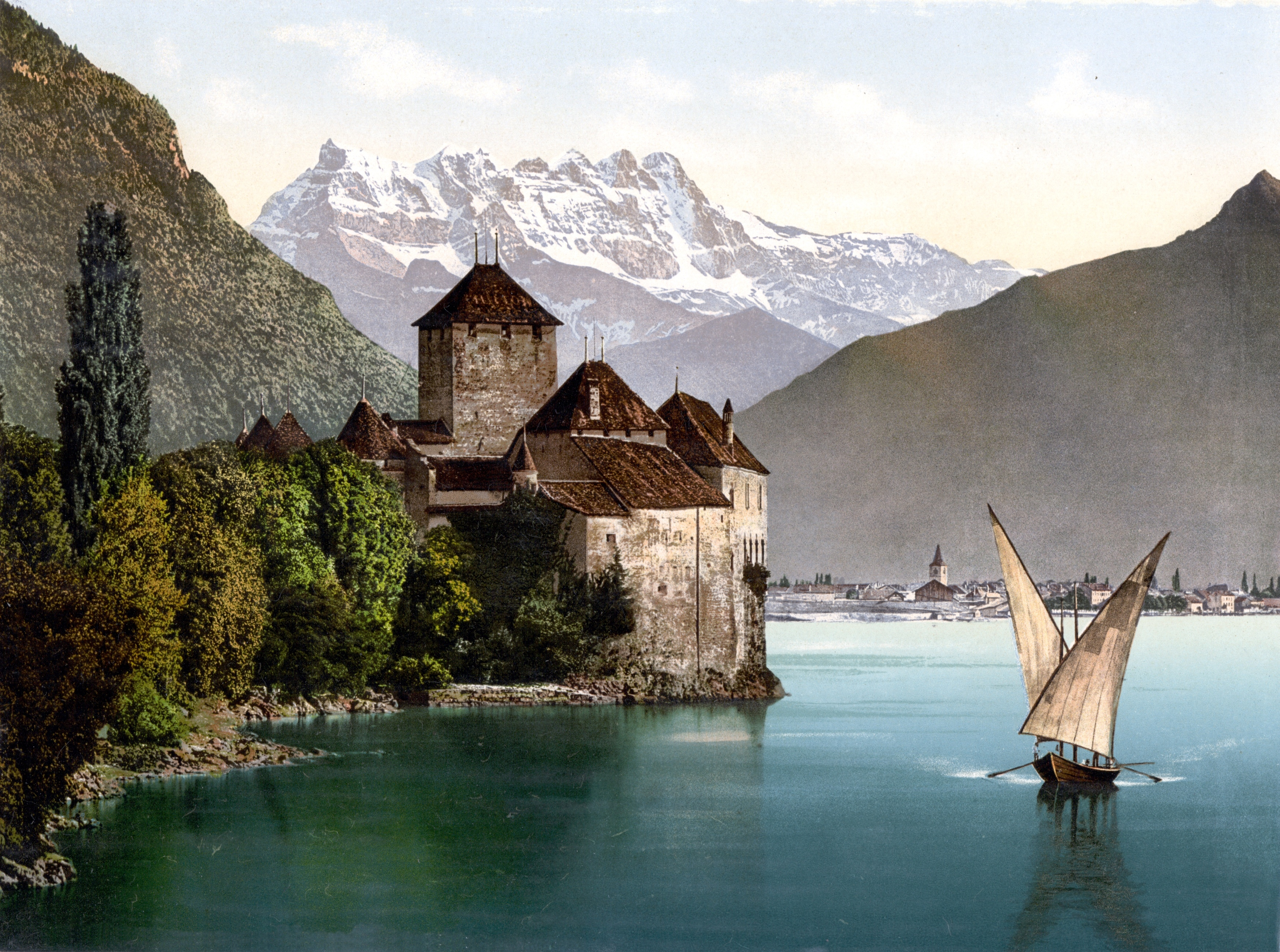
Chillon 1860-1890 között

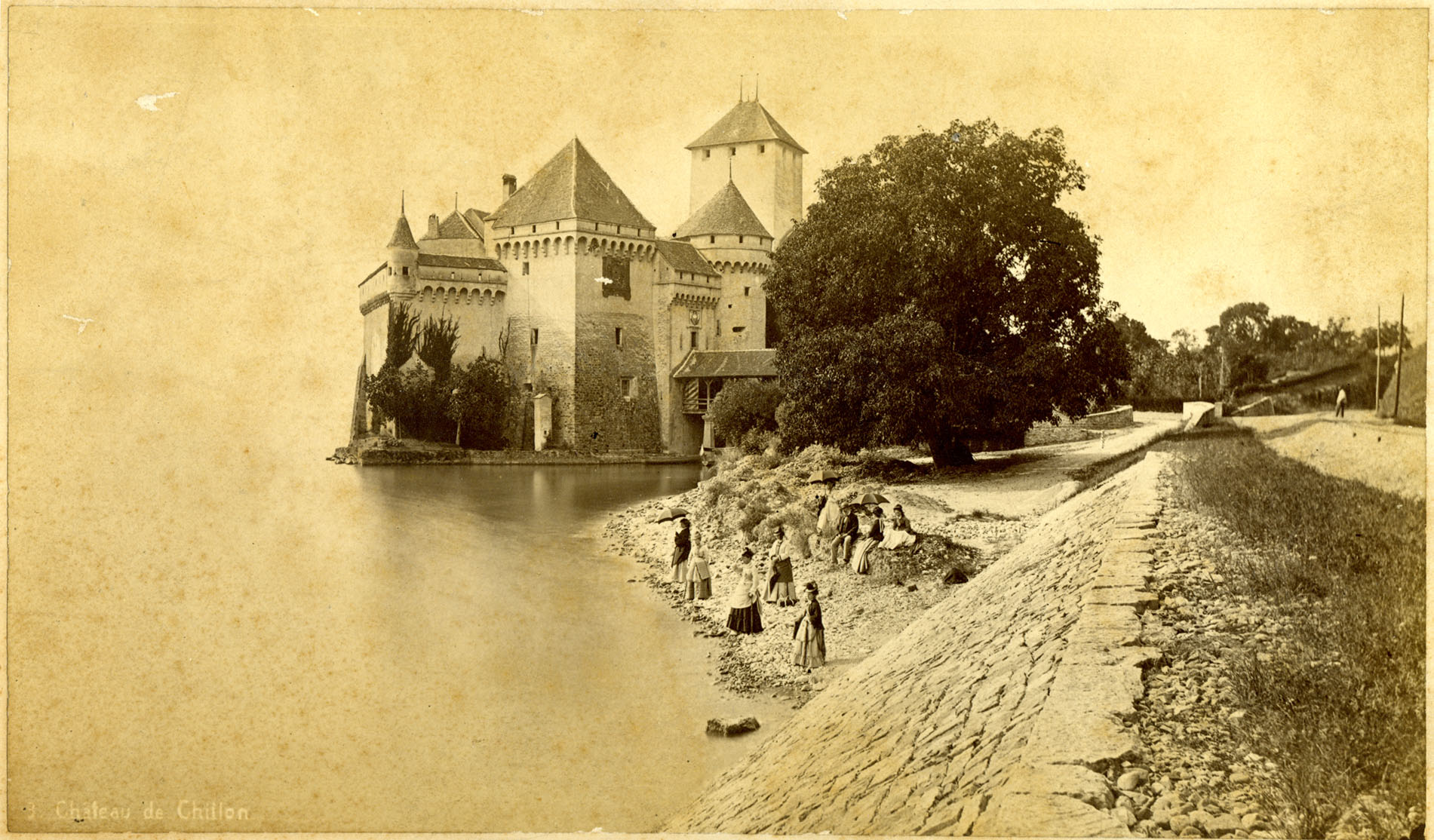
Chillon a 19. század végén

A várról 1150-ben tesznek első ízben említést írásos formában. Akkoriban Chillon a savoyai grófok és hercegek kezében volt, akik részben Blonay uraival együtt gyakoroltak jogot a vár felett, közösen ellenőrizték a tó melletti keskeny átjárót. Chillont castrumként, vagyis várként jelölték abban az időben, ami a középkori fogalom szerint azt jelenti, hogy a vár mellett egy kisebb település is létezett.
A 13. században a savoyai uralkodók meghódították a számos uradalomra osztott Waadt nagy részét, majd saját uralmuk alá vonták a mai Nyugat-Svájc kétharmadát. Hatalmas területekkel rendelkeztek az Alpok északi és déli részén és ők uralták a két legfontosabb nyugati hegyi átjárót: a Cenis-hegyen lévő hágót és a Nagy Szent Bernát-hágót. Az Olaszországot és Északnyugat-Európát összekötő kereskedelmi utak jövedelmezők voltak, mivel tulajdonosaik különféle címeken adót szedtek többek között az utak fenntartásáért, az utazók védelméért és a területen átszállított áruk után. Chillon földrajzi elhelyezkedése a Szent Bernát útvonalon tehát gazdasági és stratégiai előnyt jelentett.
Tamás savoyai gróf 1214-ben két kilométerre Chillontól megalapította Villeneuve-t, ahol elég hely volt egy vámőrség, raktárhelyiségek és kikötő részére.
I. Tamás és fiai átfogó bővítéseket és felújításokat hajtottak végre az épületen. 1255 és 1268 között fia, II. Péter volt a vár ura, 1268-ban utódja I. Fülöp foglalta el a várat, aki Jacques de Saint-Georges kőművesmestert, a várvédelmi rendszerek tervezésére specializálódott építészt bízta meg az építési munkák vezetésével. II. Péter az erődítmény szárazföd felé eső oldalára három félkör alakú tornyot emeltetett, amik a 14. és 15. század folyamán lőrésekkel és kukucskálókkal ellátott várfolyosóval egészültek ki: a várból szemmel követhették a Genfi-tó hajóforgalmát és a tó melletti utat és vámot róhattak ki az áthaladó árukra.
A várban a kényelmes, falfestményekkel és kandallóval ellátott lakószobák mellett ünnepi fogadásokra alkalmas terem is volt.
A vár a Savoyai grófok és hercegek számára ideiglenes rezidenciaként szolgált, és a várispánok állandó lakóhelye volt. Az uralkodók állandóan úton voltak, hogy területeiket személyesen ellenőrizzék, és az évszakok is befolyásolták nomád életület: voltak palotáik, amik télen lakhatatlanok voltak, és voltak, amik egy bizonyos tevékenységre – például vadászatra – bizonyultak leginkább alkalmasnak. A grófok és hercegek együtt utaztak hatalmas udvartartásukkal, vagyis közvetlen kíséretükkel, megszámlálhatatlan szolgáikkal és tisztviselőikkel. Mindent magukkal vittek, hogy otthonossá és kényelmessé tegyék ideiglenes szállásaikat, ugyanis a számukra fenntartott szobák és termek távollétükben üresek voltak, azokat zárva tartották. Chillon minden alkalommal egy várispán felügyelete alá került, aki rendszerint a savoyai nemességből származott. Ő volt a helyőrség parancsnoka, ítélkezett, vámot és uradalmi adót szedett.
A 13. század második felétől ugyanaz a személy volt Chillon várispánja és Chablais ispánja. Chablais területe magában foglalta a Vevey és Aigle közötti ispánságokat (mai Unterwallis és a Genfi-tó déli partja, Evian, Thonon) és a savoyaiak legnagyobb közigazgatási körzete volt a 14. században. Chillon vára az egyik legfontosabb közigazgatási- és gazdasági központtá vált a savoyai területek északi részén. Ebben az időben a grófoknak fenntartott épületrész a terület északi részén két újabb épülettel bővült: a Domus clericorum-ot közigazgatási célokra, a  kincstárat a levéltári okmányok biztonságos tárolására, valamint a villeneuve-i vámőrség és az ispánságok bevételeinek őrzésére használták. Az pénzbevételeket nem mindig szállították a Chambéry-ben található pénzügyi központba, hanem többnyire a várban tartották későbbi katonai akciókhoz vagy építkezésekhez.
A 14. századtól megváltozott a helyzet: Chillont, mint gazdasági székhelyt felváltotta Chambéry és ettől kezdve a bevételeket ott könyvelték és tárolták. Ezen kívül az udvar más rezidenciákat (Bourget, Thonon és Ripaille) részesített előnyben. VIII. Békés Amadé, a későbbi V. Félix (ellen)pápa 1436-ban megpróbált újra életet vinni a várfalak közé és Aymonet Corniaux építőmestert bízta meg az átfogó építési munkálatok vezetésével. Corniaux átépítette a védelmi rendszert a tornyok falainak és a körfalak tetején, de fáradozása hiábavaló volt: Chillon a berniek bevonulásáig feledésbe merült.

### Berni korszak (1536‑1798)

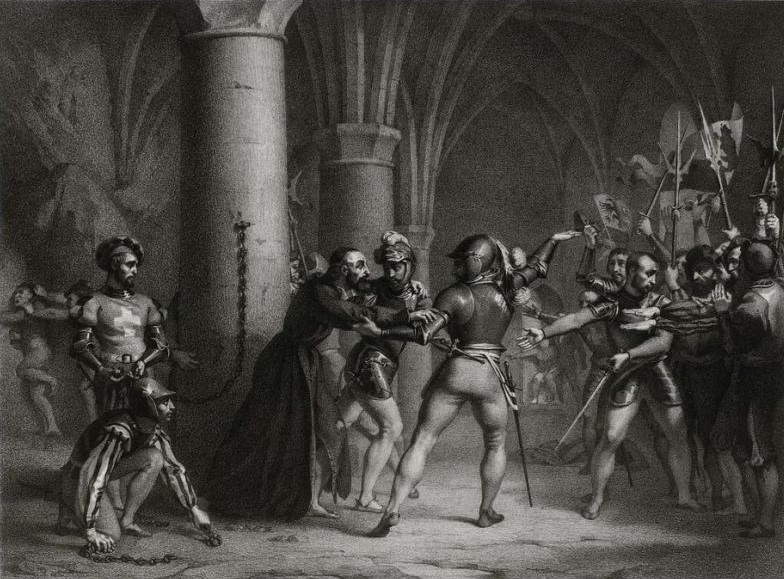
Bonivard kiszabadítása a chilloni várból, Franck-Edouard Lossier

Amikor Savoya hercege a Bernnel szövetséges Genfet fenyegette összecsapásra került sor: Bern - Hans Franz Nägeli kapitány irányítása alatt és Freiburg segítségével – 1536. március 29-én végleg meghódította Waadt-ot. A hadjárat Chillon bevételével zárult. A bernieknek sikerült kiszabadítaniuk François Bonivard genfi apátot, akit Savoya urai hat évig (1530‑1536) tartottak fogva a vár börtönében, mert a reformációt és Genf függetlenségét támogatta. A fogva tartott apátról szól Lord Byron A chilloni fogoly című műve.
A berni uralom idejére emlékeztet a vár tóra néző védőfalára festett, csak részben megmaradt berni címer.
A bernieknek egy olyan építmény került a kezébe, ami kora ellenére jó állapotban volt, mivel a burgundi háborúk során nem károsodott. A vár a vevey-i ispánság közigazgatási központja és a várispán állandó lakhelye lett. Az várispánt a berni patríciusok köréből választották és ő viselte a Chillon kapitánya címet is; az urak képviselőjeként számos feladata volt. A vár új urai igényeiknek megfelelően építették át az addig két fő részre – az urak és az ügyintézők részére - osztott épületeket és a védelmi rendszert a modernebb lőfegyverekhez igazítva alakították át.
1733-ban az ispánok Vevey-be helyezték át székhelyüket, mert a vár túlságosan elszigetelt volt és nem nyújtott elég kényelmet. Mivel már nem volt alkalmas háborús célokra raktárépületté rendezték át. 1785-ben a vár északi részében egy gabonatárolót akartak kialakítani, de erre a nagy költségek és az épület nedvessége miatt nem került sor.

### Waadti korszak (1798-tól)

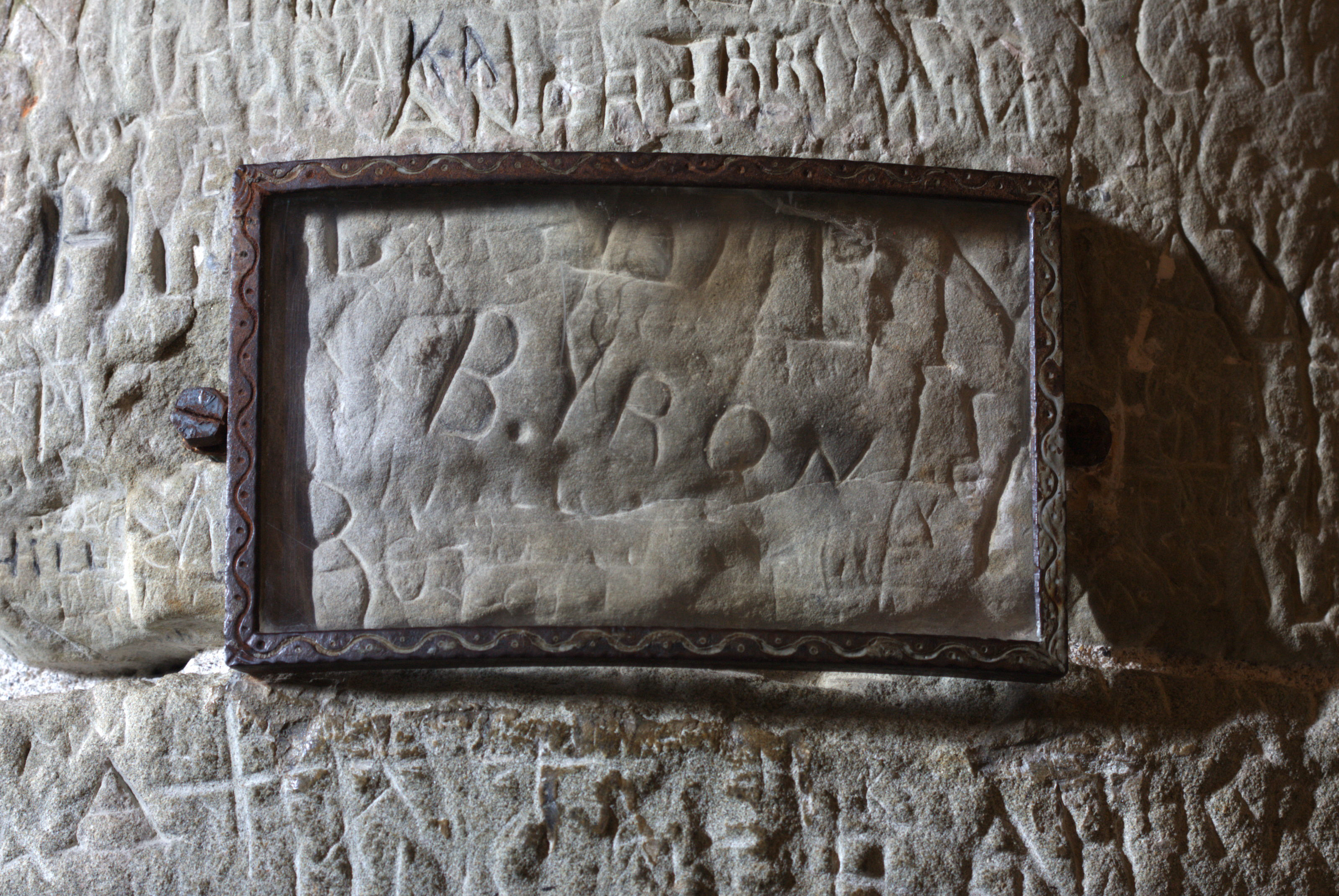
Lord Byron neve a chilloni vár börtönfalára vésve

1798-ban Vevey-ből és Montreux-ból származó waadti hazafiak foglalták el a várat minden nehézség nélkül, ugyanis a vár lakói nem tanúsítottak ellenállást. A waadti forradalom (Révolution vaudoise) során a vár közkincs lett és 1803-ban az akkor alapított Waadt (Vaud) kanton tulajdonába került.
A romantika időszaka rajongott a középkorért, Chillont újra népszerűvé tette. Számos neves személyiség, korabeli író és költő kereste fel és tett róla említést művében. Itt játszódik Rousseau 1761-ben írt Az új Heloise (Julie ou la nouvelle Héloïse) című  művének egy része; Lord Byron Rousseau nyomát keresve zarándokolt a várba 1816-ban. Híres verse – A chilloni fogoly -  François Bonivard-ról, a genfi Szent Viktor apátság apátjáról szól, akit Savoya-ellenes nézetei miatt Chillonban III. Jó Károly zárt börtönbe. Az első két évben egy toronyszobában őrizték; később a herceg parancsára levitték a pincében lévő sötét tömlöcbe. A cella kőpadlóján ma is látható a fogoly lábnyoma: „Úgy ráértem a sétálásra, hogy a börtön sziklapádimentomába olyan utat koptattam, mintha csak pöröllyel verték volna bele.” – írta Bonivard. A fogságban eltűrt szenvedéseit felmagasztalva Byron a szabadság szimbólumává emelte őt, a vár pedig egyfajta szakrális jelleget kapott.
Ez azonban nem érdekelte a waadti hatóságokat: 1836-1838 között a várat hadianyagraktárrá és börtönné alakították át. Ennek ellenére egyre több látogató volt kíváncsi a tóra épült épületegyüttesre. A termeket csak csendőrök felügyelete mellett lehetett megnézni, akiket ideiglenesen  várőrként alkalmaztak mindaddig, amíg fel nem váltották őket hivatalos múzeumvezetők.
A 19. században a várat le akarták bontani, hogy köveit a vasútépítéshez felhasználják, de egy történelem iránt érdeklődő képviselő heves tiltakozásával megakadályozta azt. A 20. század elején a kanton egy restaurálási projekt keretében megpróbálta visszaállítani az építményt eredeti állapotába.

## Az épületegyüttes
A vár egy fahídon közelíthető meg, ami a 18. században egy felvonóhíd helyére épült. Az épületegyüttes 25 épületből áll, amik három udvar körül csoportosulnak és kettős falrendszer védi őket. Az udvarok egymásból nyílnak: az első udvaron valamikor élénk forgalom uralkodott, a második a várgondnok udvara és a harmadik kizárólag Savoya hercegeinek és grófjainak, valamint kíséretüknek fenntartott udvar volt. Napjainkban rendszeres előadások és szórakoztató műsorok színhelyei.
A vár föld alatti boltíves kamráit évszázadokig börtönként használták; a boltozat a 13. századi nagy gótikus katedrálisokra emlékeztet. A Savoyai-ház uralkodói a legveszélyesebbnek ítélt politikai foglyokat láncoltatták a pillérek kovácsoltvas karikáihoz.
A várban négy díszterem van, amelyek ablakaiból gyönyörű kilátás nyílik a Genfi-tóra. Savoya urai lármás ünnepségeket rendeztek ezekben a termekben, míg a berniek az igazságszolgáltatás és törvényhozás ügyeinek megvitatására használták. A díszterem tálalóiban óntányérok és ónserlegek sorakoznak, a falak mentén masszív középkori fabútorok láthatók, a falakon a környékbeli Vevey nemeseinek címerei, akik 1536 és 1733 között lakták a várat. A legszebb szoba – camera domini - természetesen Savoya hercegének volt fenntartva: a 14. századból származó falfestmények az állatvilág szimbolikus világába vezetik a látogatót.
Chillon kápolnája egy építészeti remekmű; falfestményei a 14. században készültek. A kanton azon kevés egyházi építményeihez tartozik, amelyek túlélték a reformáció pusztításait.
A vár a tó felőli oldalon hercegi lakosztály, a hegyek felé erőd: tornyok, kettős védőfalrendszer, árkok és őrtornyok tették védetté az épületegyüttest minden lehetséges külső támadással szemben.
|  |  |  |  |

## A chilloni fehérbor - Clos de Chillon
A 12 500 m² területű nagy szőlőhegy közvetlenül a vár közelében, a Genfi-tó partján, a híres Lavaux és Chablais szőlőteraszai között található. A déli fekvésű domboldal mérsékelt klímája és mészkőtalaja különösen kedvez a szőlészetnek és a borászatnak. A Clos de Chillon a waadti chasselas szőlőfajtából készülő száraz, gyümölcsös, fűszeres zamatú fehérbor. Ideális aperitifként vagy halételek, illetve sajtok mellé. A bor kizárólag a várban kapható a nyitvatartási idő alatt. A bevételt a chilloni vár megőrzésére és felújítására fordítják.

## Érdekességek
A vár kicsinyített, valósághű mása a ticinói Swissminiatur makettparkban is látható.